# Oristà
Oristà (nom catalan, Oristá en castillan) est une commune au nord de la communauté de Catalogne en Espagne. Elle appartient à la Province de Barcelone, dans la comarque d'Osona.

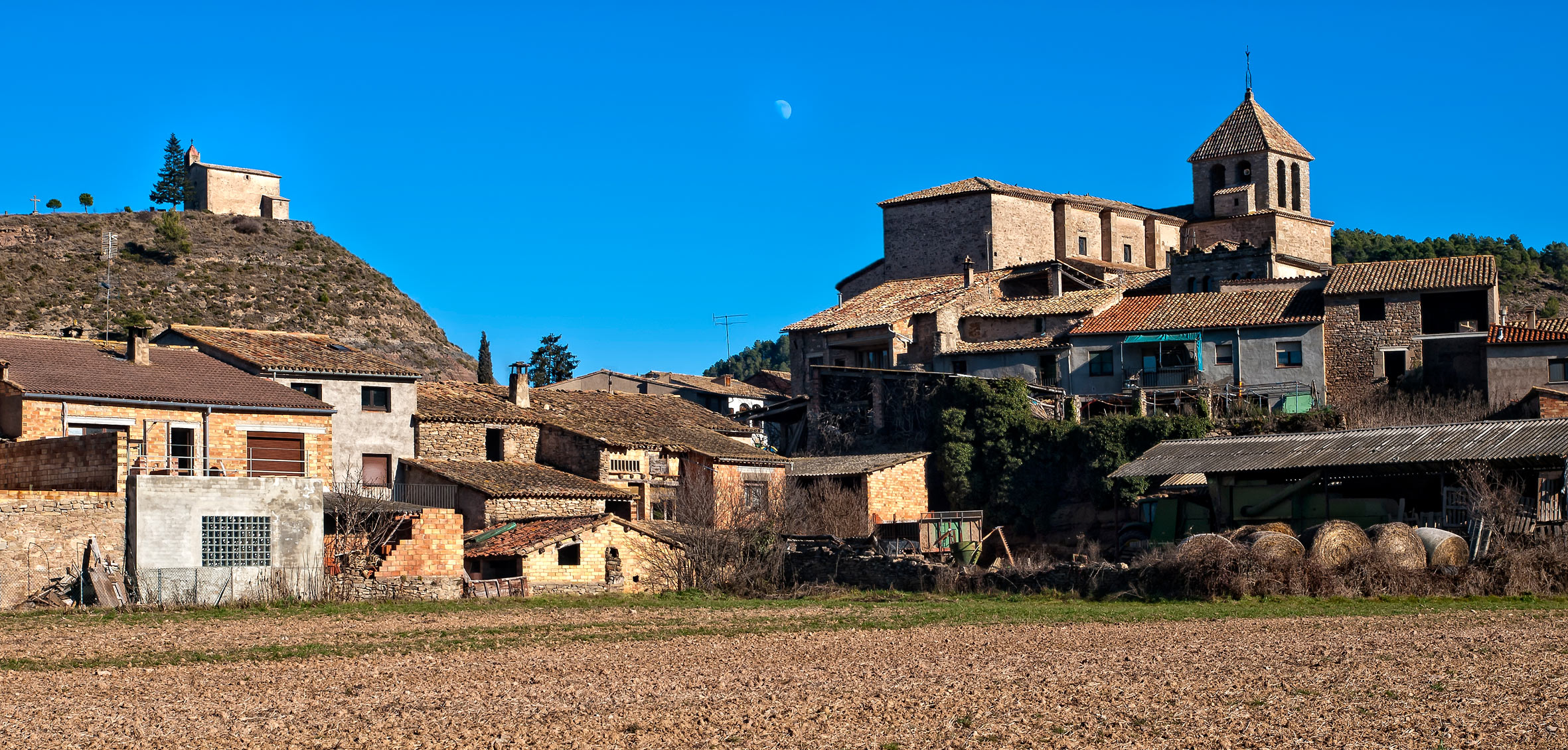
Vue générale d'Oristá.

## Géographie
C'est la commune la plus étendue de la comarque.

## Histoire
Sur le territoire de la commune, on a fait des découvertes archéologiques datant des époques néolithique, ibérique et romaine.
En 908 apparait mentionné pour la première fois le château d'Oristá, qui disparait vers le XIIe siècle. En 923 est mentionnée pour la première fois l'église de Sant Andreu. La ville a été brûlée au début de 1714 durant la Guerre de Succession d'Espagne à la suite de la campagne de répression déclenchée par Restaino Cantelmo-Stuart, duc de Pòpoli.

## Lieux et monuments
- Museu de Ceràmica dels Països Catalans.
- Église de Sant Andreu, avec une crypte romane.
- Église de Sant Nazari.
- Église de Sant Salvador de Serrallops.
- Église de Santa Maria, en la Torre d'Oristà.
- Château de Tornamira.

## Personnalités liées
- Caterina Coromina i Agustí (1824-1893), née à Oristà, religieuse espagnole, fondatrice, vénérable.